# Teatro Carlos Gomes
Il Teatro Carlos Gomes è un teatro della città di Vitória in Brasile.

## Storia
Il teatro venne eretto in seguito all'incendio che nel 1923 danneggiò l'unico teatro della città, il Teatro Melpômene, poi demolito. Il nuovo teatro, progettato dall'architetto italiano André Carloni, venne inaugurato il 5 gennaio 1927. Inizialmente venne gestito dallo stesso André Carloni e la prima opera messa in scena fu Verde e Amarelo di José do Patrocínio e Ruy Pavão.
L'edificio è stato vincolato nel 1983.

## Descrizione
Il teatro si trova sulla piazza Praça Costa Pereira nel centro della città di Vitória.
Presenta uno stile neorinascimentale ispirato all'architettura del Teatro alla Scala di Milano.

## Galleria d'immagini

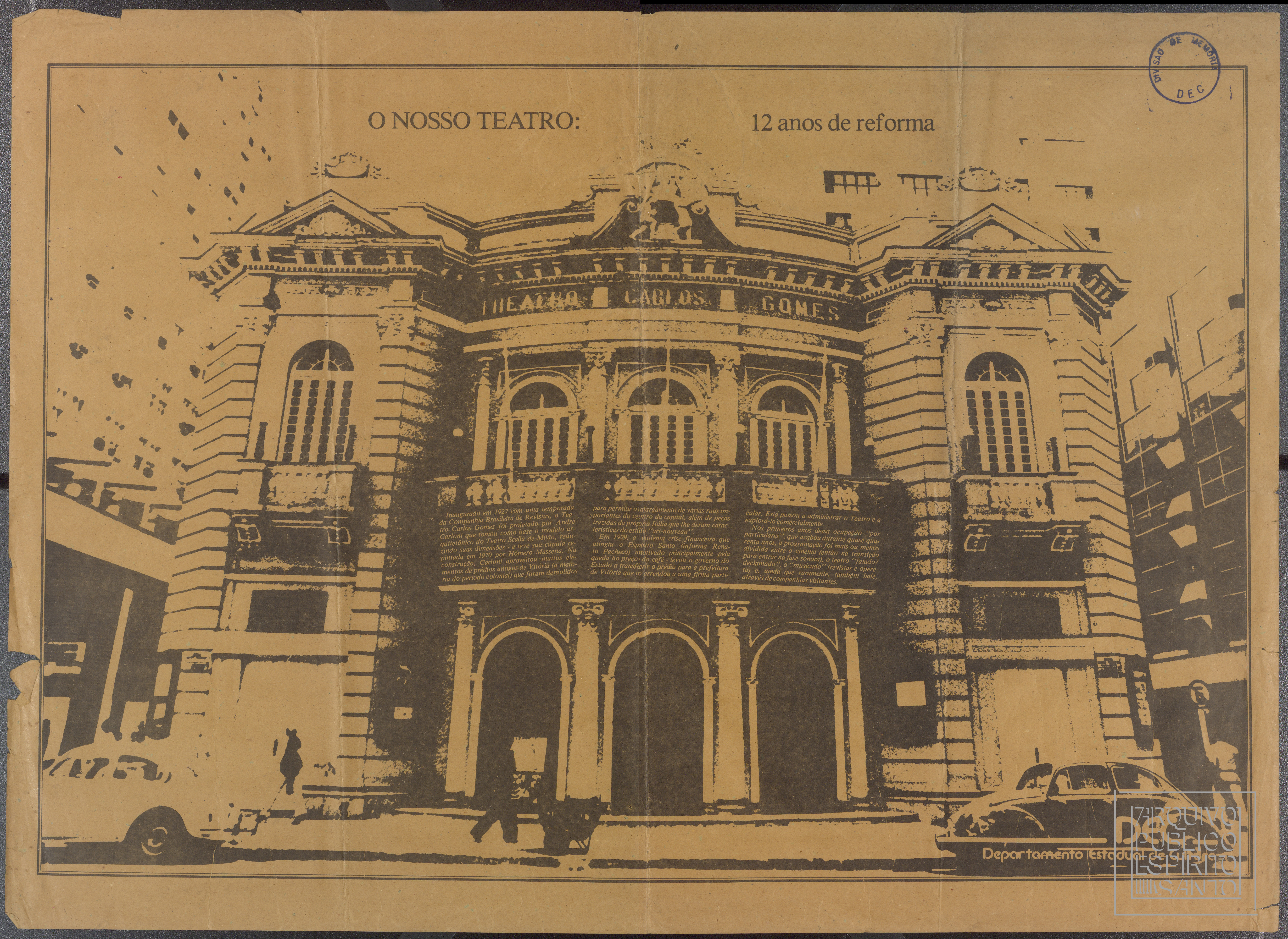
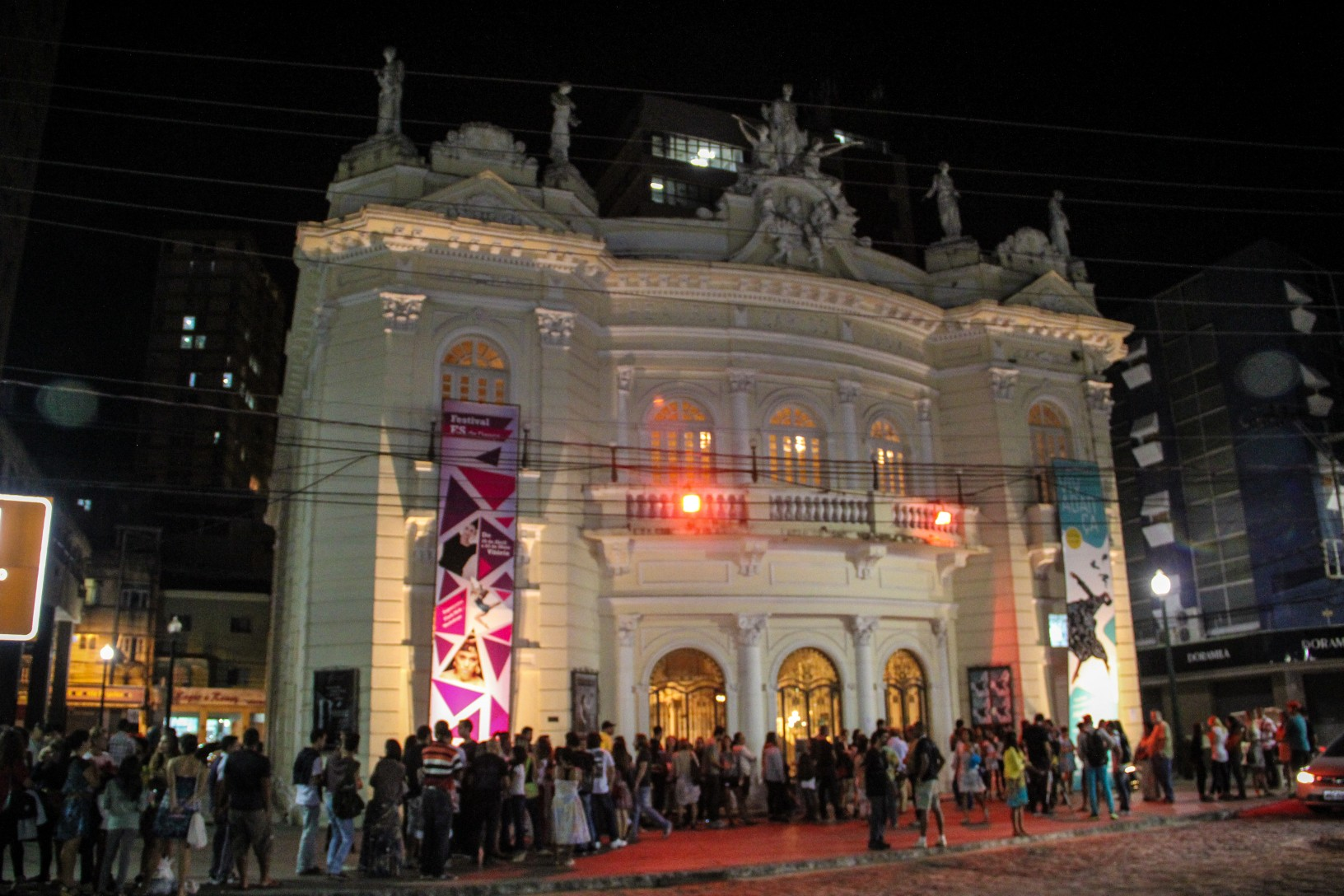
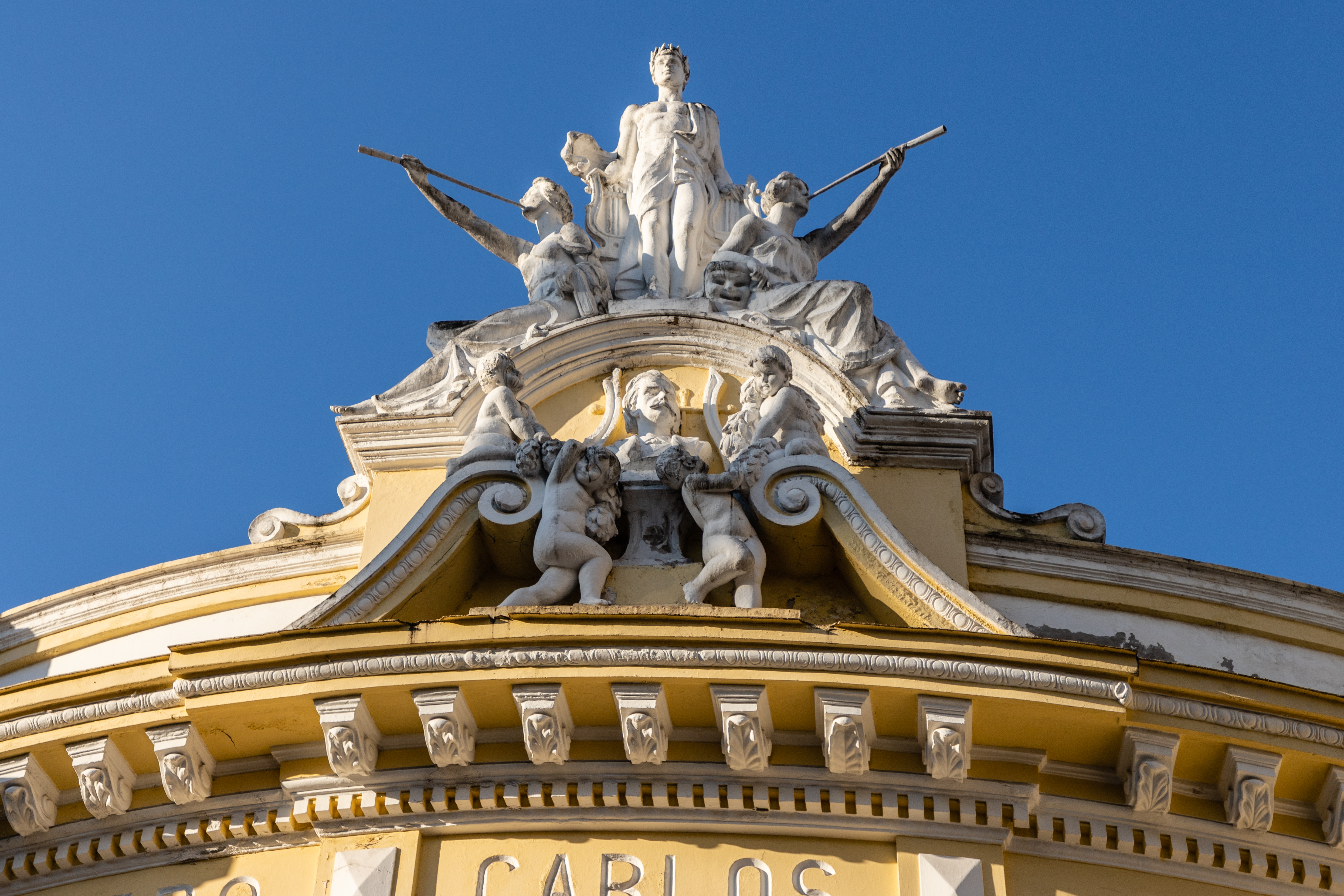